# Gueule d'argile
Gueule d'Argile (Clayface en version originale) est le nom de plusieurs personnages de fiction, super-vilains appartenant à l'univers de DC Comics. Créé par Bob Kane, le premier Gueule d'argile est apparu pour la première fois dans le comic book Detective Comics #40 en 1940. Plusieurs personnages deviendront des Gueule d'Argile.
Ils sont faits de terre glaise et peuvent être battus avec de l'eau. Les Gueule d'Argile utilisent leurs pouvoirs pour commettre des crimes et sont des ennemis de Batman.

## Biographie des personnages
Basil Karlo est le premier Gueule d'Argile. C'est un acteur qui n'accepte pas qu'un film d'horreur, dont il est la vedette, soit refait au cinéma. Il prend l'identité du tueur du film et il tente de tuer tous les acteurs et l'équipe de réalisation du film. Il est arrêté par Batman et Robin. Basil Karlo s'échappe pendant son transfert à l'asile, profitant de l'accident du camion qui le transporte. Il tente une fois encore de tuer une des vedettes du film : Portia Storme. Batman et Robin, avec la complicité de Portia Storme, réussissent à arrêter de nouveau Basil Karlo. Un jour, Karlo reçoit de la visite en prison de Sondra Fuller. Elle lui propose un plan pour tuer Batman. Karlo reçoit des pouvoirs métamorphes pour vaincre Batman. Malgré la défaite du Mud Pack, Karlo garde ses pouvoirs de métamorphe.
Matt Hagen trouve des produits radioactifs dans une cave. Il s’aperçoit qu'il peut se transformer en n'importe quelle forme. Il est tué pendant la Crisis on Infinite Earths.
Preston Payne est un scientifique de S.T.A.R. Labs. Il souffre alors d'une terrible maladie. Durant ses recherches, il se fait une transfusion de sang avec un échantillon de Matt Hagen. Cette transfusion ne guérit pas sa maladie mais elle lui donne des pouvoirs de métamorphose. Parmi ces pouvoirs, les personnes qu'il touche se transforment en boue et fondent. Rapidement, Preston Payne devient fou et est enfermé à l'Asile d'Arkham.
Sondra Fuller, connue sous le nom de Lady Clay, est membre du groupe Strike Force Kobra. Son employeur la transforme en Gueule d'Argile.
Cassius "Clay" Payne est l'enfant de Preston Payne et de Sondra Fuller.
Claything est un tissu de Cassius Payne qui a pris vie à la suite de manipulations scientifiques. Il a été rapidement détruit et ses restes sont enfermés dans un laboratoire.
Le sergent Ethan Bennett dans la série The Batman : Ethan est le meilleur ami de Bruce Wayne. Mais, lors d'une intervention, il est capturé par le Joker et subit les effets de sa toxine, le caoutchouc miracle, qui le transforme en Gueule d'Argile.
Dans La Ligue des Justiciers : Le Paradoxe Flashpoint, son homologue gentil est un membre de "L'équipage du Ravager".

## Apparitions dans d'autres médias

### Cinéma
- Lego Batman, le film, (2017).
- Clayface (2026).

### Vidéo
- La Ligue des justiciers : Le Paradoxe Flashpoint (Jay Oliva, 2013)

- Batman Unlimited : Monstrueuse Pagaille (Butch Lukic), 2015) (VF : Jean-François Vlérick)
- Batman Unlimited : Machines contre Mutants (Curt Geda, 2016)
- Scooby-Doo et Batman : L'Alliance des héros (Jake Castorena, 2018) (VF : Gilles Morvan)
- Batman : Silence (Justin Copeland, 2019)
- Injustice (Matt Peters, 2021)

### Télévision
- Gotham (Série télévisée, 2014) avec Brian McManamon.
- Batman (Paul Dini, Bruce Timm, Eric Radomski, 1992-1995) avec Ron Perlman (VF : François Leccia & Olivier Proust)
- Batman (The New Batman Adventures, Alan Burnett, Paul Dini, Bruce Timm, 1997-1999) avec Ron Perlman (VF : Jean-Claude Sachot).
- Les Jeunes Titans (il fait une apparition)
- La Ligue des justiciers (Justice League puis Justice League Unlimited, 91 épisodes, Paul Dini, Bruce Timm, 2001-2006) avec Ron Perlman
- Batman (The Batman, Duane Capizzi, Michael Goguen, 2004-2008) Ethan Bennett : Steve Harris (VF : Gilles Morvan) ; Basil Karlo : Wallace Langham (VF : Xavier Fagnon)
- La Ligue des Justiciers : Nouvelle Génération (Young Justice, Greg Weisman, Brandon Vietti, 2010-) avec Nolan North (VF : Thierry Murzeau)
- Harley Quinn (Justin Halpern, Patrick Schumacker et Dean Lorey, 2019-) avec Alan Tudyk et Tom Kenny
- Suicide Squad Isekai (série d'animation, 2024), avec la voix de Jun Fukuyama[6].

#### Batman, la série animée
Dans Batman, la série animée, il est une synthèse des deux premiers Gueule d'Argile. Il se nomme Matt Hagen et est un acteur qui se sert d'une crème pour changer son visage défiguré, mais en est dépendant. Hagen fait de petits jobs pas très honnêtes pour le mafieux Roland Daggett en échange de ce produit. À la suite d'un désaccord Roland Daggett, Matt Hagen se voit administré, par voie orale, une dose massive de ce produit. Il est l'un des rares méchants récurrents de la série animée Batman à mourir lors d'un des épisodes. Il se dissout dans une rivière alors qu'une guérison lui était promise. Pourtant, il revient dans Batman ou encore dans La Ligue des justiciers où il est recruté par Gorilla Grodd pour rejoindre son groupe de super-vilains.

#### Les anges de la nuit
Dans la série dans l'épisode 12 apparaît Clayface joué par Kirk Baltz.

#### The Batman
Dans le dessin animé Batman, Gueule d'Argile est Ethan Bennett, policier et ami d'enfance de Bruce Wayne. Il se transforme en homme fait d'argile à cause de l'inhalation d'un gaz du Joker. Jonglant entre ses deux personnalités (comme Double-Face), Gueule d'argile finit par prendre le contrôle et n'a plus qu'un seul but : se venger du Joker. Il se rachète en arrêtant le second Gueule d'Argile, Basil Karlo, un acteur raté qui s'est auto-inoculé le fameux gaz pour atteindre la gloire. À la suite de leur combat, Ethan semble perdre ses pouvoirs tandis que Karlo conserve les siens.

#### Série télévisée Gotham
Dans la série Gotham, Basil Karlo est un des sujets réanimés par Hugo Strange à Indian Hill. Il a le don de se métamorphoser et prendra l'apparence de James Gordon et du pére d'Oswald Cobblepot afin de torturer celui-ci (Engagé par Edward Nygma).

### Jeux vidéo
- The Adventures of Batman and Robin (version Mega-CD et Super Nintendo)
- Batman: Rise of Sin Tzu
- Lego Batman : Le Jeu vidéo
- Lego Batman 2: DC Super Heroes
- Batman: Arkham Asylum (caméo)
- Batman: Arkham City
- DC Universe Online
- Gotham Knights